# Percival Joseph Fernandez
Percival Joseph Fernandez (ur. 20 grudnia 1935 w Mangaluru) – indyjski duchowny katolicki, biskup pomocniczy Bombaju w latach 2001-2011.

## Życiorys
Święcenia kapłańskie przyjął 21 grudnia 1960 i został inkardynowany do archidiecezji bombajskiej. Pełnił funkcje m.in. dyrektora diecezjalnej Caritas (1972-75); diecezjalnego
dyrektora Apostolskiej Unii Kaplanów (1977-78); dyrektora St John's Medical College w Bangalore (1978-2000) oraz wykładowcy w mumbajskim seminarium im. św. Piusa X (2000-2001).

### Episkopat
13 marca 2001 został mianowany przez papieża Jana Pawła II biskupem pomocniczym archidiecezji bombajskiej ze stolicą tytularną Bulla. Sakry biskupiej udzielił mu 21 kwietnia tegoż roku ówczesny ordynariusz tejże archidiecezji, kard. Ivan Dias.
4 stycznia 2011 przeszedł na emeryturę.